# گریگور گریگوریان
گریگور گریگوریان (ارمنی: Գրիգոր Գրիգորյան؛ زادهٔ ۴ ژوئیهٔ ۱۹۹۲) یک کشتی‌گیر در رشته کشتی آزاد اهل ارمنستان است که در مسابقات قهرمانی کشتی اروپا در مجموع برندهٔ ۱ مدال نقره و ۱ مدال برنز شده‌است. گریگوریان بازی‌های اروپایی ۲۰۱۵ نیز به رقابت پرداخت.